# جيليان رايت
جيليان رايت (بالإنجليزية: Gillian Wright)‏ هي ممثلة بريطانية، ولدت في 5 مايو 1950 في برموندزي ‏ في المملكة المتحدة.

## وصلات خارجية
- جيليان رايت على موقع IMDb (الإنجليزية)
- جيليان رايت على موقع قاعدة بيانات الفيلم (الإنجليزية)